# Carmen Martínez Ramírez
Carmen Martínez Ramírez   (Quart de Poblet, 9 de desembre de 1962) és una política valenciana, militant del Partit Socialista del País Valencià (PSPV). Ha estat alcaldessa de Quart de Poblet (Horta Sud) des del 1999 a 2023, diputada a les Corts Valencianes en les legislatures VIII, IX, X i XI (2011-2023), i diputada al Congrés dels Diputats en la XV legislatura espanyola.

## Biografia
Llicenciada en medicina i cirurgia, és metgessa especialitzada en medicina familiar i salut comunitària. Casada i amb un fill, el 1987 fou triada per primera vegada regidora al consistori municipal i des d'aleshores ha ocupat diversos càrrecs de responsabilitat. El 1999 fou triada alcaldessa de Quart de Poblet amb majoria absoluta, fita que va repetir successivament a les següents eleccions. També ha sigut diputada provincial i portaveu adjunta del grup socialista a la Diputació de València fins al 2011 quan fou triada diputada a les Corts per la circumscripció de València a les eleccions d'aquell any. Fou reelegida a les eleccions a les Corts Valencianes de 2015, 2019 i 2023.
L'any 2008, quan el PSPV instaura l'estructura provincial al partit, Carmen Martínez fou elegida Secretària General de València al congrés fundacional amb el 92% dels vots. Al següent congrés, celebrat el juny de 2012, no repetí al càrrec i fou substituïda per José Luis Ábalos.
El 2023 va anunciar que no repetiria com a candidata a l'alcaldia de Quart de Poblet després de 24 anys al capdavant del consistori i va nomenar a Cristina Mora, regidora a l'equip de Martínez, nova candidata socialista, la qual va mantindre l'alcaldia a les eleccions municipals d'aquell mateix any.
Mesos després de les eleccions a les Corts Valencianes de 2023 en què Carmen Martínez va ser triada diputada es convoquen eleccions generals espanyoles i Martínez ocupa el tercer lloc en la llista del PSOE per València pel que va deixar l'escó a les Corts per tal de prendre possessió del càrrec de diputada a Madrid l'estiu de 2023.